# Temple luthérien de Bethoncourt
Le temple luthérien de Bethoncourt est une église évangélique luthérienne française du XVIIIe siècle avec un clocher à dôme à impériale, situé 17 rue Buffon à Bethoncourt, pays de Montbéliard, en Franche-Comté. La paroisse est membre de l'Église protestante unie de France.

## Histoire
En 1524, le réformateur protestant suisse Guillaume Farel (1489-1565) prêche la réforme protestante luthérienne dans la principauté de Montbéliard. Les princes souverains de Montbéliard l'adoptent comme religion officielle. La principauté devient une enclave protestante, aux portes de régions catholiques. En 1541 la réforme est introduite à Bethoncourt.

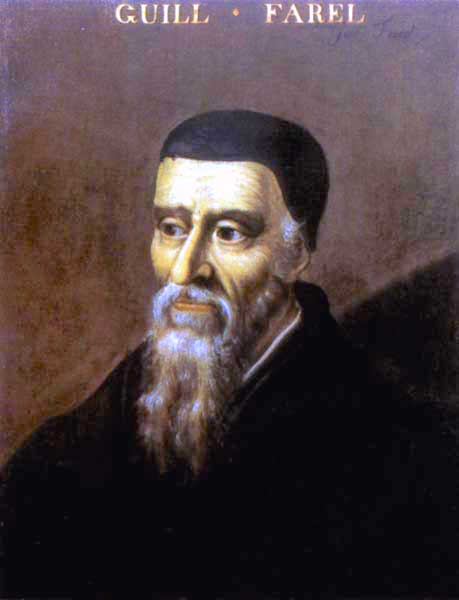
Guillaume Farel (1489-1565).
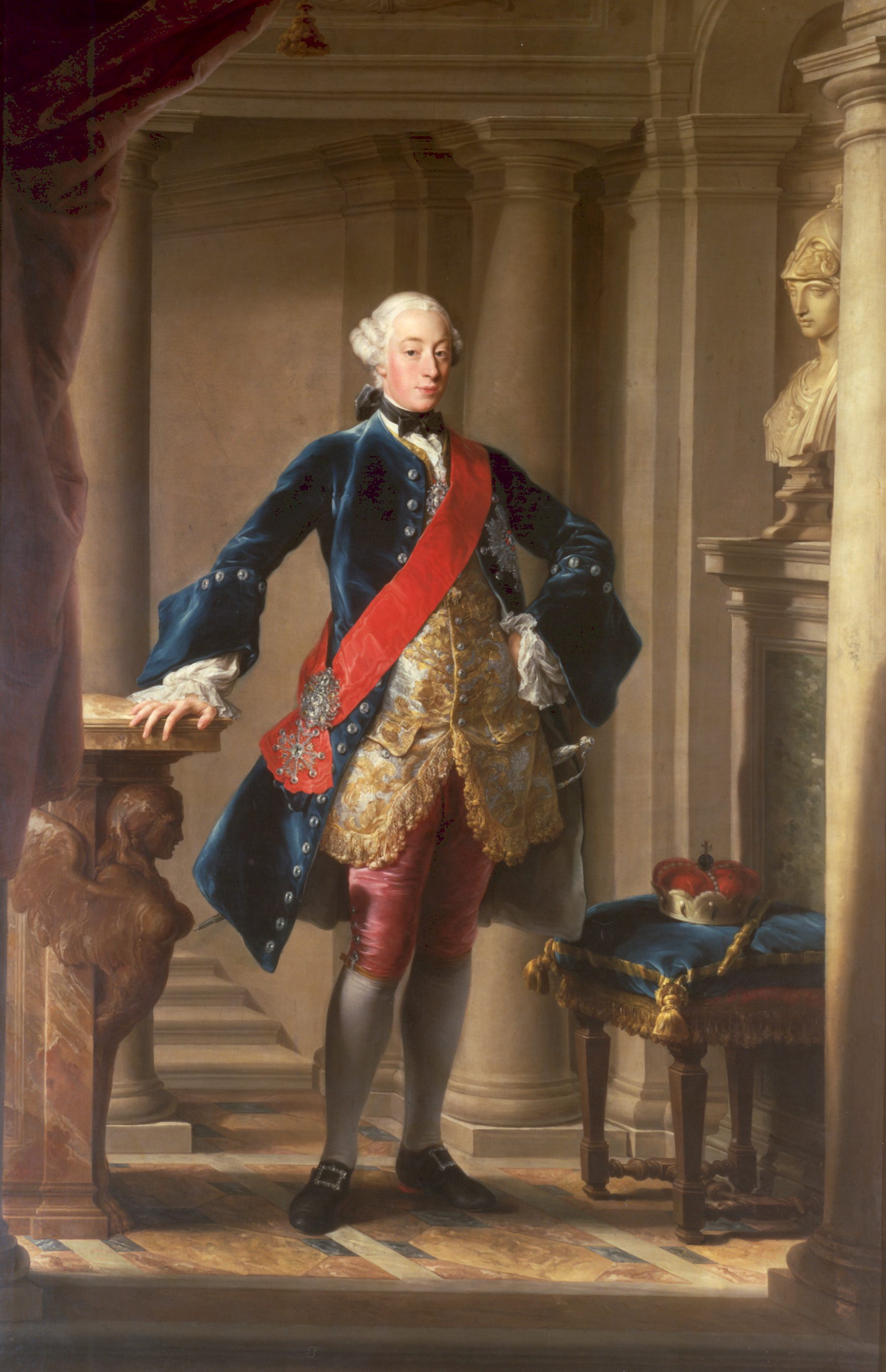
Charles II de Wurtemberg (1728-1793).

Après la construction de nombreux temples avec pour principaux édifices les temple Saint-Martin de Montbéliard entre 1601 et 1607 et temple Saint-Georges de Montbéliard entre 1674 et 1676, le temple de Bethoncourt est édifié entre 1775 à 1778 à 2 km des précédents, à la place d'une ancienne église, 17 rue Buffon à Bethoncourt dans la Principauté de Montbéliard (actuel pays de Montbéliard Agglomération). Le dernier prince régnant / comte de Montbéliard Charles II de Wurtemberg (1728-1793) contribue aux frais de construction.

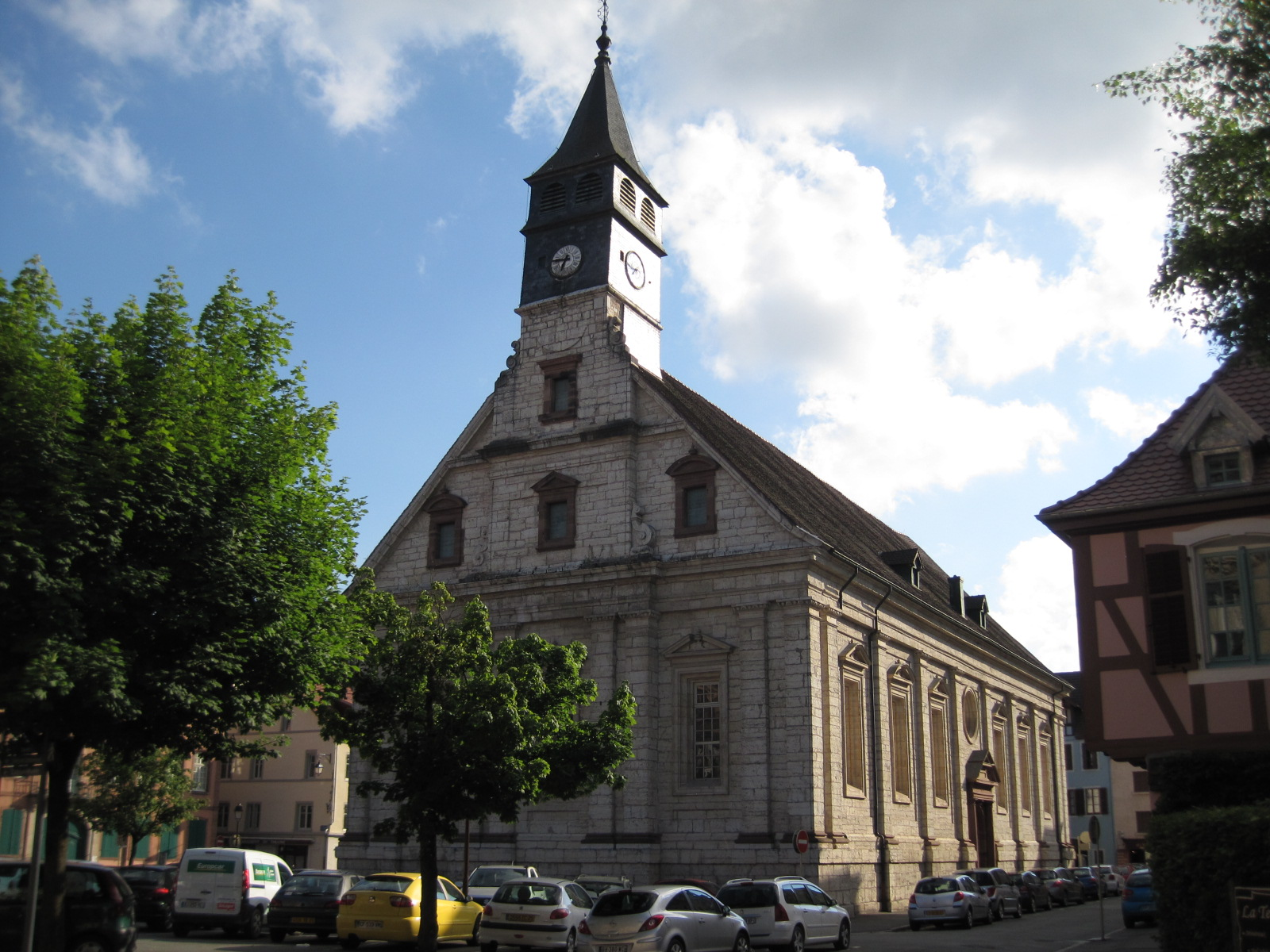
Temple Saint-Martin de Montbéliard.
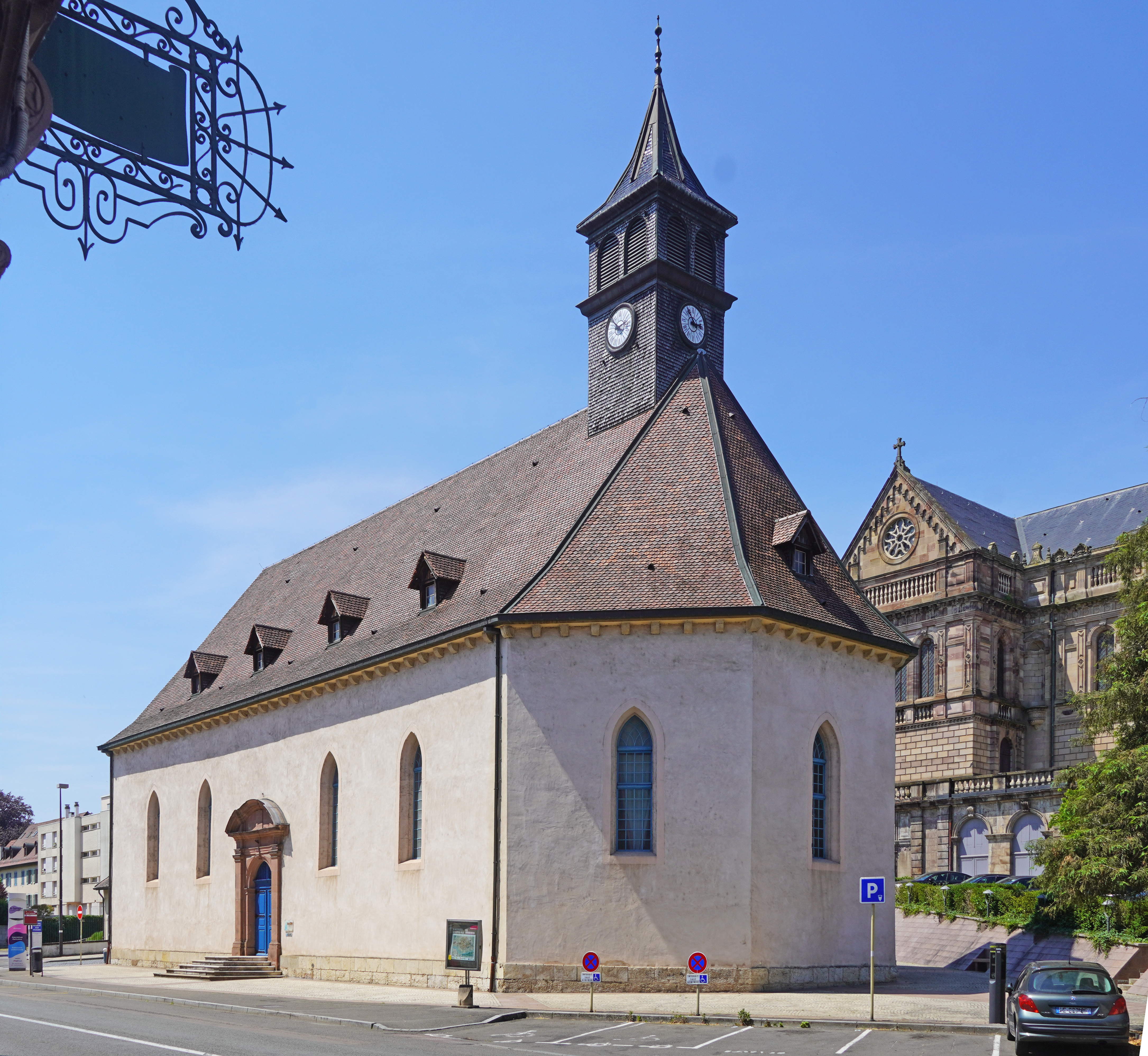
Temple Saint-Georges de Montbéliard.

L'édifice est restauré entre 1992 et 1994.